# 红花砂仁
红花砂仁（学名：Amomum scarlatinum）为姜科豆蔻属下的一个种。

## 扩展阅读
- 維基物種上的相關：红花砂仁